# Joachim Raack
Joachim Raack (* 24. September 1901 in Nordhausen; † 28. Februar 1997 in Königstein im Taunus) war ein deutscher Richter.

## Leben
In eine  Theologenfamilie geboren, verbrachte Raack den größten Teil seiner Jugend in Berlin. Nachdem er im Januar die Abiturprüfung bestanden hatte, studierte er an der Friedrich-Wilhelms-Universität zu Berlin Rechtswissenschaft und Nationalökonomie. 1919 wurde er im Corps Guestphalia Berlin recipiert. In seinen nur drei Aktivensemestern focht er 12 Mensuren
Er wechselte zum Wintersemester 1920/21 an die Ludwig-Maximilians-Universität München und ein Jahr später an die Preußische Universität zu Greifswald. Dort bestand er im Wintersemester 1922/23 das juristische Staatsexamen. Am Kammergericht bestand er im Mai 1925 das Referendarexamen und im Mai 1929 die Assessorprüfung. Anschließend war er vier Jahre beim Reichsversicherungsamt, beim Bezirk Steglitz-Zehlendorf, beim Bezirk Charlottenburg-Wilmersdorf und beim Bezirk Wedding. Von Oktober 1934 bis zum Ende des NS-Staats war er als Regierungsrat und Oberregierungsrat beim Reichsversicherungsamt. Unterbrochen wurde seine Karriere durch den Zweiten Weltkrieg. Er wurde Anfang 1941 zur infanteristischen Grundausbildung einberufen und diente ab August 1941 – im Deutsch-Sowjetischen Krieg – als Kriegsverwaltungsrat im Wehrkreis XX (Danzig), im Wehrkreis III (Berlin) und im Wehrkreis I (Königsberg). Er wurde später in den Verwaltungsdienst der Kriegsmarine übernommen und im Mai 1944 zur Marineartillerie abkommandiert. Bei Kriegsende geriet er in französische Gefangenschaft, aus der er im Juni 1946 entlassen wurde.
Seinen Beruf konnte er 1948 wieder aufnehmen, als Referent bei der Bundesversicherungsanstalt für Angestellte. Im April 1951 wurde er als Richter in das Bundesversicherungsamt in Berlin berufen. Im August 1952 kam er als Oberregierungsrat in das  Bundesministerium für Arbeit und Sozialordnung. Innerhalb von vier Jahren, bis zum Juli 1956, stieg er zum Ministerialdirigenten auf. Im Juli 1961 wurde er als Senatspräsident an das Bundessozialgericht in Kassel berufen. Er musste sich rasch in das Prozessrecht, insbesondere in das Revisionsrecht einarbeiten. Dabei lernte er viel von Horst Hunger. Als er im Oktober 1969 in den Ruhestand versetzt wurde, erhielt er das Große Verdienstkreuz des Verdienstordens der Bundesrepublik Deutschland.

## Hellsichtige Kritik
„Eine gute alte Zeit, in der alles wunderschön war, hat es nie gegeben, und es wird sie wohl auch nie geben. Das deutsche Volk ist doch überhaupt keine Nation mehr ... eine Konsumgesellschaft ... im Grunde unpolitisch, jedenfalls politisch unbegabt ... das zudem in großer Gefahr ist, seine Identität zu verlieren.“

Am Corpsstudententum ärgerten ihn „die vorsintflutlichen Strukturen, die entsetzliche politische Uninteressiertheit infolge Missverstehens des Kösener Toleranzprinzips, Vereinsmeierei und die schreckliche Kreispolitik“.